# 诺斯伯勒 (马萨诸塞州)
諾斯伯勒是美國麻塞諸塞州伍斯特縣下的一個城鎮。官方拼寫為諾斯伯勒（Northborough），但民間也會將該城鎮拼寫為諾斯伯羅（Northboro）。根據2010年人口普查，諾斯伯勒共有14,155名居民。

## 歷史
尼普穆克族是最早在諾斯伯勒一帶定居的族群。1656年5月14日，因為麻薩諸塞灣殖民地議會重新安置位於薩德伯利農場居民的決議，歐洲殖民者開始遷入諾斯伯勒地區。1766年1月24日，諾斯伯勒區成立，與威斯特伯勒比鄰。1775年8月23日，諾斯伯勒區升格為諾斯伯勒鎮，1807年6月20日，馬爾伯勒一部份鄰近諾斯伯勒的區域被重新劃分給了諾斯伯勒。
1746年，該鎮發生了兩件大事，首先是該鎮居民決定將該鎮的鎮長職稱定為，其次是鎮上第一座教堂完工。諾斯伯勒鎮的首位鎮長為約翰·馬丁（John Martyn）。
1775年，如同58年前威斯特伯勒從馬爾伯勒脫離出來一樣，諾斯伯勒以威斯特伯勒的北方市鎮（north borough）從威斯特伯勒分割出來。之後，這兩座小鎮共同使用同間教堂了一段時間。

## 地理
根據美國人口調查局資料，諾斯伯勒面積18.8平方英里（49平方），其中土地面積為18.5平方英里（48平方），水體面積為0.2平方英里（0.52平方），占總面積的1.17%。

### 相鄰城鎮

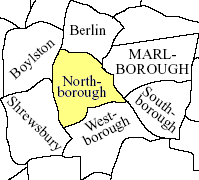

诺斯伯勒位于马萨诸塞州中部，被五个城镇和一个市鎮圍繞，以下为周围环境的地理信息：
- 绍斯伯勒：位于诺斯伯勒的东南部。雙方接壤地段僅500碼（460）长，且皆為林區，其中沒有可供通行的道路。
- 马尔伯勒：位于绍斯伯勒的东部，诺斯伯勒的正东方。从诺斯伯勒出发到马尔伯勒最快的的道路为20号美国国道。
- 柏林（英语：Berlin, Massachusetts）：位于诺斯伯勒的北部。
- 博伊爾斯頓（英语：Boylston, Massachusetts）：位于诺斯伯勒的西北部。
- 什魯斯伯里（英语：Shrewsbury, Massachusetts）：位于诺斯伯勒的南部，是從伍斯特鎮分離出來的一個小鎮。可由20号美国国道或者9號州道（英语：Massachusetts Route 9）到達。
- 威斯特伯勒：位于诺斯伯勒的南部，可經由9號州道（英语：Massachusetts Route 9）或者135號州道（英语：Massachusetts Route 135）前往。

與諾斯伯勒接壤的6個城鎮中，諾斯伯勒人口數位居第4，其中人口最多的是马尔伯勒，最小的則是柏林。

## 人口
依照2010年的人口普查結果，當地人口數為14,155人。
在2000年人口普查中，鎮上總共有14,013人、4,906戶和3,865個家庭。人口密度為756.1名居民每平方英里（291.9每平方），住屋單位5,002個、269.9每平方英里（104.2每平方），種族組成中，93.01%為白人、0.65%為非裔、5.05%為亞裔、0.07%為太平洋島民、1.28%為西班牙裔或拉丁美洲裔、0.36%其他種族，並有0.78%為兩個或多個種族混血。
在這4,906戶中，43.4%家中有18歲以下未成年人，68.9%為已婚夫婦，7.6%為沒有丈夫的女性戶主，21.2%為非家庭，17.1%為獨居，有6.2%的是65歲以上獨居者。平均每戶為2.83人，而每個家庭平均人口為3.22人。 
此地的年齡分布中，18歲以下占29.5%，18歲至24歲之間的占4.5%，25歲至44歲之間的為31.3%，45歲至64歲之間為25.0%，還有9.8%為年65歲或以上的人。年齡中位為37歲。總人口中男女比例為96.8：100，18歲以上成年群體中則為93.0：100。
每戶收入中位數為99,781美元，家庭收入中位數為120,480美元。男性收入中位數為65,437美元，女性則為$51,042美元。該地人均收入42,889美元。有1.7%的家庭及2.8%的人口生活於貧困線之下，他們之中的2.0%為18歲以下未成年人，9.3%為65歲或以上的老人。

## 政府機構

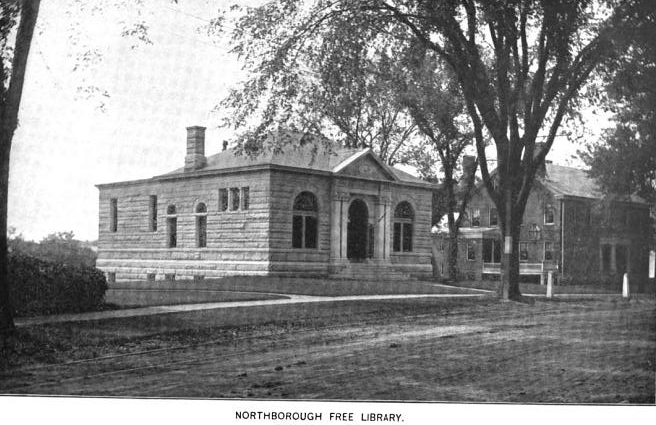
1899年的諾斯伯德公共圖書館。

## 图书馆
诺斯伯勒公共图书馆成立於1868年。在2009年财政年度间，诺斯伯勒镇的公共图书馆占总支出的1.5%（645,208美元），平均每人43.31美元。

## 教育
諾斯伯勒有許多公立和私立學校，公立小學共有4間，提供5歲以下到五年級的教育。諾斯伯勒的公立學校皆屬於諾斯伯勒－紹斯伯勒學區。阿岡昆地區高中是諾斯伯勒－紹斯伯勒地區的公立高級中學。而諾斯伯勒－紹斯伯勒地區學生的吉祥物為印第安戰斧。阿岡昆高中在體育上的主要對手為諾斯伯勒高中的威斯特伯勒遊騎兵（Westborough Rangers）。諾斯伯勒和紹斯伯勒的居民曾就是否應有各自的高中展開爭論，但最後雙方還是決定保持原樣。此外，諾斯伯勒的學生也能選擇就讀阿薩伯特溪谷技術高中，不過選讀阿岡昆高中的學生仍佔多數。而諾斯伯勒和附近地區的私立學校有：紹斯伯勒的費怡中學、聖馬可中學，什魯斯伯里的聖約翰中學，烏斯特的班克羅夫特高中、烏斯特學院和聖母學院。

## 體育
新英格蘭棒球場坐落在麻塞諸塞州20號州道和9號州道在諾斯伯勒的交叉口，為新英格蘭Ruffnecks棒球隊的主場。包含阿岡昆地區高中在內，許多高中都在這座球場舉辦麻塞諸塞州校際運動協會的比賽。

## 知名人士
- 約瑟夫·亨利·艾倫（英语：Joseph Henry Allen），一位論派牧師及學者[18]。
- 威廉·法蘭西斯·艾倫（英语：William Francis Allen），西方古典學家[18]。
- 馬克·菲德里奇（英语：Mark Fidrych），前底特律老虎投手和1976年美聯年度最佳新人。
- 多利安·麥克梅勒（英语：Dorian McMenemy），奧運游泳選手，曾參加多明尼加共和國主辦的奧運會[19]。
- 格雷戈里·平卡斯，三位複合口服避孕藥之父之一[20]。
- 喬恩·拉道夫（英语：Jon Radoff），網路企業家和作家。
- 納撒尼爾·雷蒙（英语：Nathaniel Raymond），人權觀察家和反酷刑倡議者。
- 路得·賴斯（英语：Luther Rice），浸信會牧師和喬治·華盛頓大學的創辦人。
- 邁克·謝爾曼（英语：Mike Sherman），綠灣包裝工前首席教練。
- 丹尼爾·威森（英语：Daniel B. Wesson），史密斯威森的創立者之一。
- 約翰·凱萊特（英语：John Kellette），美國作曲家，「I'm Forever Blowing Bubbles（英语：I'm Forever Blowing Bubbles）」即是他在1918年居住在諾斯伯勒時所寫[21]。

## 新聞媒體
- 城西日報（英语：The MetroWest Daily News）
- 烏斯特電報與公報（英语：Telegram & Gazette）[22]
- Community Advocate[23]
- 諾斯伯勒/紹斯伯勒村民週報（Northborough/Southborough Villager）[24]
- Northborough Patch（線上）[25]

## 註解
1. ↑  . nativetech.org.   [2019-05-08]. （原始内容存档于2019-10-21）.
2. ↑  Josiah Coleman Kent. . Garden City Press, Incorporated, printers. 1921  [2019-05-08]. （原始内容存档于2017-10-12）.
3. ↑  . google.com.   [2019-05-08]. （原始内容存档于2016-09-22）.
4. ↑  該次合併案是由喬納斯·巴特利特所提出，原因是他的資產橫跨了這兩座城鎮的邊界。兩個城鎮重劃了城鎮邊界，以符合喬納斯資產的地界線。
5. ↑  . United States Census Bureau.   [2011-09-13]. （原始内容存档于2012-12-05）.
6. ↑  . United States Census Bureau.   [2011-07-12]. （原始内容存档于2020-02-12）.
7. ↑   (PDF). US Census Bureau. Table 76: General Characteristics of Persons, Households, and Families: 1990. December 1990  [2011-07-12]. 1990 CP-1-23. （原始内容 (PDF)存档于2013-12-07）.
8. ↑   (PDF). US Census Bureau. Table 4.  Populations of County Subdivisions: 1960 to 1980. December 1981  [2011-07-12]. PC80-1-A23. （原始内容存档 (PDF)于2011-07-21）.
9. ↑   (PDF). 1: Number of Inhabitants. Bureau of the Census. Section 6, Pages 21–10 and 21-11, Massachusetts Table 6. Population of Counties by Minor Civil Divisions: 1930 to 1950. 1952  [2011-07-12]. （原始内容存档 (PDF)于2011-07-21）.
10. ↑   (PDF). Bureau of the Census. Number of Inhabitants, by Counties and Minor Civil Divisions. Pages 21–5 through 21-7.  Massachusetts Table 2.  Population of Counties by Minor Civil Divisions: 1900, 1910, and 1920.   [2011-07-12]. （原始内容存档于2010-08-10）.
11. ↑   (PDF). Department of the Interior, Census Office. Pages 179 through 182.  Massachusetts Table 5.  Population of States and Territories by Minor Civil Divisions: 1880 and 1890.   [2011-07-12]. （原始内容存档于2010-08-10）.
12. ↑   (PDF). Department of the Interior, Census Office. Pages 217 through 220.  Table IX.  Population of Minor Civil Divisions, &c. Massachusetts. 1872  [2011-07-12]. （原始内容存档 (PDF)于2011-06-09）.
13. ↑   (PDF). Department of the Interior, Census Office. Pages 220 through 226.  State of Massachusetts Table No. 3. Populations of Cities, Towns, &c. 1864  [2011-07-12]. （原始内容存档 (PDF)于2011-06-09）.
14. ↑  . 美國人口調查局.   [2008-01-31]. （原始内容存档于2013-09-11）.
15. ↑  C.B. Tillinghast. The free public libraries of Massachusetts. 1st Report of the Free Public Library Commission of Massachusetts. Boston: Wright & Potter, 1891. Google books （页面存档备份，存于）
16. ↑  . northboroughlibrary.org.   [2010-11-10]. （原始内容存档于2010-12-17）.
17. ↑  July 1, 2008 through June 30, 2009; cf. The FY2009 Municipal Pie: What’s Your Share? Commonwealth of Massachusetts, Board of Library Commissioners. Boston: 2010. Available: Municipal Pie Reports （页面存档备份，存于）. Retrieved 2011-11-11
18. 1 2  . Marquis Who's Who. 1967.
19. ↑  Rick Rendell/Daily News staff. . MetroWest Daily News, Framingham, MA.   [2019-05-08]. （原始内容存档于2012-07-13）.
20. ↑  . The New York Times. August 23, 1967  [2007-07-21]. （原始内容存档于2008-05-17）. Dr. Gregory Goodwin Pincus, one of the three "fathers" of the birth-control pill, died here tonight at Peter Bent Brigham Hospital of myeloid metaplasia, a rare blood disease. He was 64 years old and lived in Northboro.
21. ↑  .   [2019-05-08]. （原始内容存档于2019-04-08）.
22. ↑  . telegram.com.   [2020-09-19]. （原始内容存档于2017-09-02）.
23. ↑  . communityadvocate.com.   [2019-05-08]. （原始内容存档于2017-10-21）.
24. ↑  . The Villager.   [2019-05-08]. （原始内容存档于2013-12-24）.
25. ↑  . Northborough, Massachusetts Patch.   [2020-09-19]. （原始内容存档于2014-07-25）.